# Xylocopa diversipes
Xylocopa diversipes är en biart som beskrevs av Smith 1861. Xylocopa diversipes ingår i släktet snickarbin, och familjen långtungebin. Inga underarter finns listade i Catalogue of Life.